# Roland West
Roland West (Cleveland, 20 febbraio 1885 – Santa Monica, 31 marzo 1952) è stato un regista statunitense.
Compagno di Thelma Todd, nell'ambiente cinematografico fu sospettato di avere avuto a che fare con la morte della famosa attrice. Il caso non fu mai risolto: dapprima si pensò al suicidio ma vennero poi sollevati seri dubbi sul fatto che potesse essere stato un omicidio. West si vide chiudere le porte davanti a lui e da quel momento non poté più girare un film.

## Filmografia

### Regista
- Deluxe Annie (1918)
- The Silver Lining (1921)
- Nobody (1921)
- The Unknown Purple (1923)
- Driftwood (1924)
- The Monster (1925)
- The Bat (1926)
- The Dove (1927)
- Alibi (1929)
- The Bat Whispers (1930)
- Corsair (1931)